# El Otate, Tezonapa
El Otate är en ort i Mexiko.   Den ligger i kommunen Tezonapa och delstaten Veracruz, i den sydöstra delen av landet, 260 km öster om huvudstaden Mexico City. El Otate ligger 571 meter över havet och antalet invånare är 300.
Terrängen runt El Otate är huvudsakligen kuperad, men åt nordost är den platt. Runt El Otate är det ganska tätbefolkat, med 100 invånare per kvadratkilometer. Närmaste större samhälle är Cuitláhuac, 15,3 km nordost om El Otate. I omgivningarna runt El Otate växer i huvudsak städsegrön lövskog.